# Metroid Prime 2: Echoes
Metroid Prime 2: Echoes, в Японии известная как Metroid Prime 2: Dark Echoes (яп. メトロイドプライム2: ダークエコーズ Мэторойдо Пурайму Цу: Да:ку Эко:дзу, рус. Metroid Prime 2: Темно-Эхо) — компьютерная игра в жанрах шутера от первого лица и action-adventure, разработанная Retro Studios и изданная Nintendo для игровой консоли Nintendo GameCube, вторая часть трилогии Metroid Prime. Игра была выпущена в 2004 году в Северной Америке, Австралии и Европе, а также в 2005 году в Японии. В 2009 году игра была портирована на игровую консоль Nintendo Wii; в Японии она вышла отдельным изданием, в других регионах — в составе сборника Metroid Prime: Trilogy.
Разработчики определяли жанр игры как «приключение от первого лица» (англ. First-Person Adventure), поскольку цель игры состоит не только в уничтожении врагов, но и в решении множества загадок и исследовании окружающего мира.
Главная героиня игры — охотница за головами Самус Аран — отправляется на поиски корабля Галактической Федерации, пропавшего на планете Эфир. Прибыв на место, Самус обнаруживает, что планета после космической катастрофы приобрела зловещего двойника — планету Тёмный Эфир, населенную жестокими Ингами. Самус должна помочь обитателям Эфира Люминотам, посетив три храма. Врагами охотницы в игре являются не только Инги, но и космические пираты и её собственный двойник, Тёмная Самус.
| Сводный рейтинг    | Сводный рейтинг     |
| Агрегатор          | Оценка              |
| ------------------ | ------------------- |
| GameRankings       | 91,87 %             |
| Metacritic         | 92/100 (60 обзоров) |
| Иноязычные издания |                     |
| Издание            | Оценка              |
| Eurogamer          | 9/10                |
| Famitsu            | 33/40               |
| Game Informer      | 9,5/10              |
| GamePro            | [ 7 ]               |
| GameSpot           | 9,1/10              |
| GameSpy            | [ 9 ]               |
| IGN                | 9,5/10              |
| X-Play             | [ 11 ]              |